# Burundi en los Juegos Paralímpicos de Río de Janeiro 2016
Burundi estuvo representado en los Juegos Paralímpicos de Río de Janeiro 2016 por un deportista masculino. El equipo paralímpico burundés no obtuvo ninguna medalla en estos Juegos.